# Buinaksk

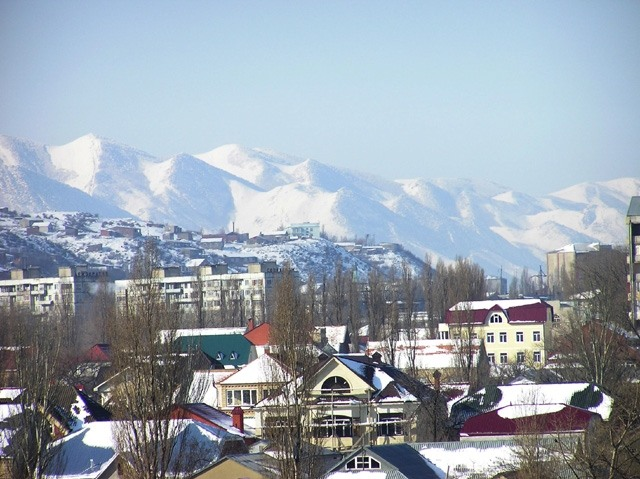
Winter im Jahr 2016 in Buinaksk

Buinaksk (russisch Буйнакск) ist eine Stadt und Rajonzentrum mit 62.623 Einwohnern (Stand 14. Oktober 2010) in der autonomen Republik Dagestan im Süden Russlands.

## Lage
Sie liegt an den Ausläufern des Großen Kaukasus, 41 km südwestlich der Republikhauptstadt Machatschkala, mit der sie durch eine regionale Autostraße sowie eine Eisenbahnstrecke verbunden ist. Weitere nahe gelegene Städte sind Kaspijsk (42 km östlich) und Kisiljurt (47 km nordwestlich).

## Geschichte

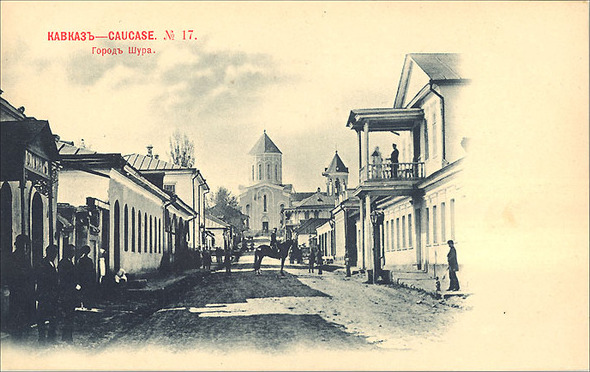
Ansichtskarte aus Temir-Chan-Schura/Bujnaksk aus dem Jahr 1917

### Vom 14. Jahrhundert bis zur Gründung der Sowjetunion
Ursprünglich hieß Buinaksk Temir-Chan-Schura (Темир-Хан-Шура) nach dem Eroberer Timur-Chan (mitteltürk. Temür), der hier einer Legende nach im 14. Jahrhundert einen Zwischenstopp beim Feldzug gegen die Goldene Horde machte und eine Beratung (Schura) abgehalten haben soll. Der Ort bildete sich in der Folgezeit und war 1578–1640 Residenz der dagestanischen Teilherrscher der Schamchale. Als militärische Festung des Russischen Reiches wurde Temir-Chan-Schura im Jahre 1834 gegründet und diente anfangs der Sicherung eines wichtigen Straßenkreuzungspunktes vor den Bergen des Kaukasus.
In den 1840er-Jahren konnte die Festung mehrmals den Angriffen der Bergvölker standhalten. 1866 erhielt sie Stadtrechte und entwickelte sich zu einem wichtigen kulturellen Zentrum Dagestans.

### Von 1918 bis 1991
1920 wurde hier die Autonomie der vormaligen Provinz Dagestan ausgerufen und die Dagestanische ASSR gegründet. 1922 erhielt die Stadt ihren heutigen Namen zu Ehren des Revolutionärs Ullubi Buinakski (1890–1919). Nach Auflösung der Sowjetunion verblieb die gesamte Kaukasusregion in der neu gegründeten Republik Russland.

### Kämpfe in den 1990er Jahren
Am 22. Dezember 1997 griffen rund 100 tschetschenische Rebellen das Dorf Gerlakh bei Buinaksk an, dabei wurden drei Menschen getötet und 13 verletzt. Bei der Anschlagsserie von 1999 kam Buinaksk wieder in Mitleidenschaft, als am 4. September vor einem Militär-Wohnhaus eine Autobombe detonierte und 64 Menschen in den Tod riss; weitere 164 Personen erlitten Verletzungen.

### Bevölkerungsentwicklung
| Jahr | Einwohner |
| ---- | --------- |
| 1897 | 9.214     |
| 1939 | 22.081    |
| 1959 | 32.956    |
| 1970 | 37.946    |
| 1979 | 46.566    |
| 1989 | 56.783    |
| 2002 | 61.437    |
| 2010 | 62.623    |

Anmerkung: Volkszählungsdaten

## Wirtschaft
In der Stadt gibt es eine Reihe von Industriebetrieben, darunter ein Aggregatwerk, Textil-, Nahrungsmittel- und Möbelfabriken.

## Bildung und Kultur
- Dagestanisches Sajfulla-Kadi-Islaminstitut
- Filiale der Dagestanischen Staatlichen Universität
- Filiale des Moskauer Instituts für Unternehmertum und Recht

## Söhne und Töchter der Stadt
- Gadschi Muslimowitsch Gadschijew (* 1945), Fußballspieler und -trainer
- Riswan Kurbanow (* 1961), Politiker und Rechtswissenschaftler
- Gadschi Magomedowitsch Umarow (* 1985), Taekwondoin